# Лепеха звичайна
Лепеха звичайна, аїр тростиновий, також аїр тростинний, аїр звичайний, лепеха очеретяна, шувар (Acorus calamus, «лепеха пустостебельна») — вид трав'янистих багаторічних рослин родини аїрові. Мають довгі мечоподібні листки й гострий запах. Міжнародна назва роду Acorus походить від грецького слова, що в перекладі означає «неприкрашений», «некрасивий», за малопомітні, непоказні квітки. Досягає висоти від 50 см до 1 м 20 см. Інші українські народні назви — татарське зілля, лепеха жидівська, шувар, аїр.

## Назви
- а́гир[1]
- а́гір[1]
- а́єр[1]
- а́ї́р[1]
- аїрний корінь[1]
- аляр[1]
- а́рник[1]
- вишера[1]
- га́в'я́р[1]
- га́їр[1]
- га́йвір[1]
- га́лки[1]
- галяр[1]
- ґоґору́дза[1]
- ір[1]
- ірни́к[1]
- ірниця[1]
- ірячни́к[1]
- йор[1]
- кальмус[1]
- канки́[1]
- катери́на[1]
- кияхи́[1]
- коломня[1]
- ко́сатень[1]
- косатни́к[1]
- коситеня татарове[1]
- ко́си́тень[1]
- кувши́нки[1]
- ле́пех[1]
- лепеха́[1]
- лепеха вонюча[1]
- лепеха́ жиді́вська[1]
- лепеха-різак[1]
- лепеша[1]
- лепешни́к[1]
- лепешня́[1]
- лепешня́к[1]
- лепи́ха (воню́ча)[1]
- ле́піх[1]
- лепішни́к[1]
- лепішняк[1]
- ли́пих[1]
- липни́ха[1]
- липу́ха[1]
- ліпаха[1]
- лір[1]
- лопу́х[1]
- осока́[1]
- осока́ паху́ча[1]
- осока́ широ́ка[1]
- о́стрий бур'я́н[1]
- пади́волос[1]
- па(и)хурка[1]
- пі́вники жа́б'ячі[1]
- піща́лка[1]
- плишни́к[1]
- плюща́й[1]
- рамни́к[1]
- ре́вінь[1]
- різа́к[1]
- ро'гіз[1]
- сасина[1]
- саш[1]
- саш бі́лий[1]
- сашина[1]
- сашина біла[1]
- сіва́р[1]
- сми́чка[1]
- тартараки[1]
- тата́ра[1]
- татара́к[1]
- тата́р-зі́лля[1]
- татаринник[1]
- татари́ння[1]
- тата́рка[1]
- тата́рни́к[1]
- татарове зілля[1]
- тата́рське воню́че зі́лля[1]
- тата́рське зі́лля(є)[1]
- тата́рський ко́рінь[1]
- тата́рче зі́лля[1]
- тетерни́к[1]
- тросни́к[1]
- тро́ща[1]
- цар-зі́лля[1]
- царське зіллє[1]
- шабальни́к[1]
- шава́р[1]
- шалана́[1]
- шаш[1]
- швар[1]
- шива́р[1]
- шива́р зеле́ний[1]
- широ́ка трава́[1]
- шіва́р[1]
- шова́р(ни́к)[1]
- шу́ва́р[1]
- шува́р звича́йний[1]
- шувар татарський[1]
- шуварник[1]
- шу́вор[1]
- щува́р[1]
- я́вгір[1]
- я́вер[1]
- яве(і)ро́вий ко́рінь[1]
- я́в'єр[1]
- я́вір[1]
- явор[1]
- я́гір[1]
- яр[1]
- я́рус[1]

## Історичні факти
| |
| |
| Аїр звичайний. Ботанічна ілюстрація із книги О. В. Томе Flora von Deutschland, Österreich und der Schweiz, Гера, 1885. |

У XVI столітті німецькі аптекарі продавали щорічно майже біля центнера аїрного кореня. Його отримували з Константинополя шматками, а цілої рослини не бачили навіть ботаніки. Ботанік Маттіолі описує в «Травнику» тільки зацукрований шматок кореня аїру.

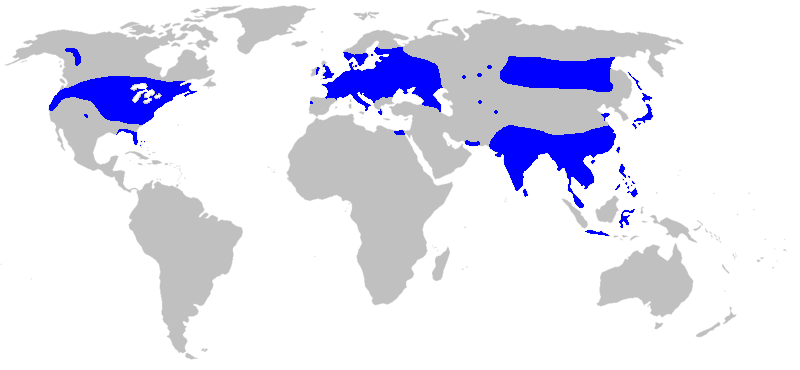
Ареал розповсюдження аїру

Велика була радість ботаніка Клузіуса, коли він через посланника отримав з Константинополя живе кореневище аїру. Це було в 1574 році. Аїр був урочисто посаджений на березі ставка в одному з перших ботанічних садів у Відні. З кореневища з'явилося довге мечоподібне листя. А через три роки аїр заквіт. На сплюснутому тригранному порожнистому стеблі утворився зачаток, який стирчав убік з дрібними зеленувато-жовтими квітками з шістьма вузьколускатими пелюстками і шістьма тичинками. Цвітіння аїру явно розчарувало ботаніків, і вони назвали рослину «акорус калямус» (Acorus calamus), тобто «негарна тростина». Плід її не дозрів, хоча в Китаї та Індії на зачатку утворюються червоні ягідки.
У 1601 році Клузіус видав перший опис і перший малюнок аїру.
Ця рослина ще раз розчарувала вченого, коли через двадцять років після його посадки польський лікар відвідав Віденський ботанічний сад. Його підвели до рідкісної рослини, отриманої з Османської імперії. Але гість, побачивши аїр, сміючись запитав: «Навіщо це посадили сюди „татарську траву“, яка у безлічі росте по берегах водойм по всій Литві?»

Те, яким чином могла потрапити до Литви і аж на північ Московщини ця рослина, яка росте в Малій Азії, Персії, Індії, Китаї, можна розуміти із назви, яку дали аїру в Литві, Україні, Білорусі, — «татарська трава», «татарське зілля». Очевидно, що татари занесли аїр з південного сходу, здійснюючи набіги по всій Русі, від Криму до Лівонії.

## Ботанічна характеристика

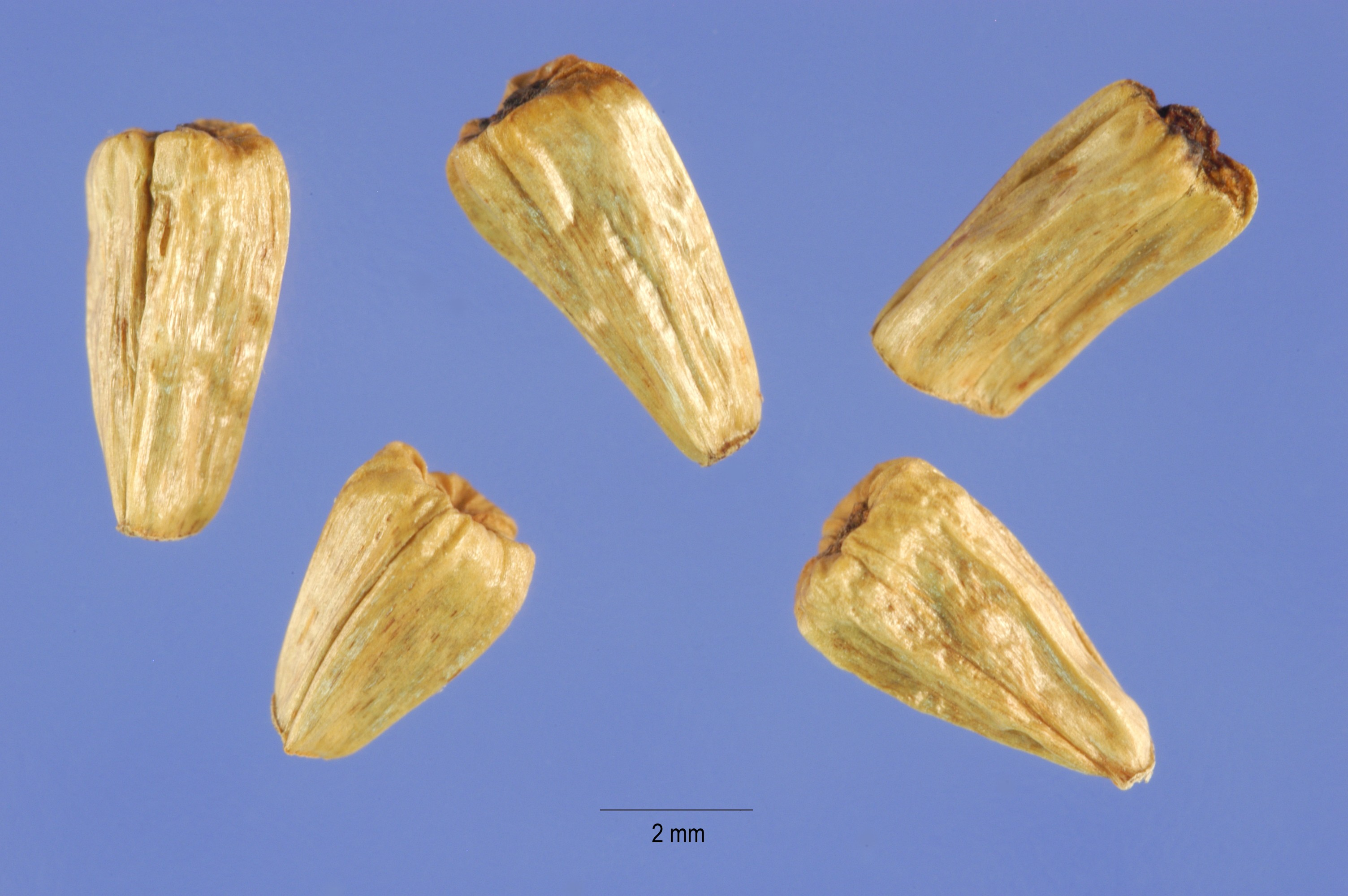
Насіння аїру

Водяна або прибережна рослина з товстим, довгим (іноді до 50 см і більше) повзучим, губчастим кореневищем з приємним запахом, на смак пекуча. Листки мечоподібні, загострені, м'ясисті, довгі (80—130 см), сплюснуті жовтуваті з одного боку і гостро-ребристі з іншого.
Уся рослина має приємний пряний запах. Цвіте в червні — липні. Дрібні двостатеві квітки з жовтувато-зеленуватою оцвітиною зібрані в суцвіття — початок довжиною 4—12 см, відхилений від стебла і неначе бічний. Від основи початка з одного боку відходить довге зелене мечоподібне покривало, яке нагадує листок і ніби безпосередньо продовжує стебло. Плід шкірястий.

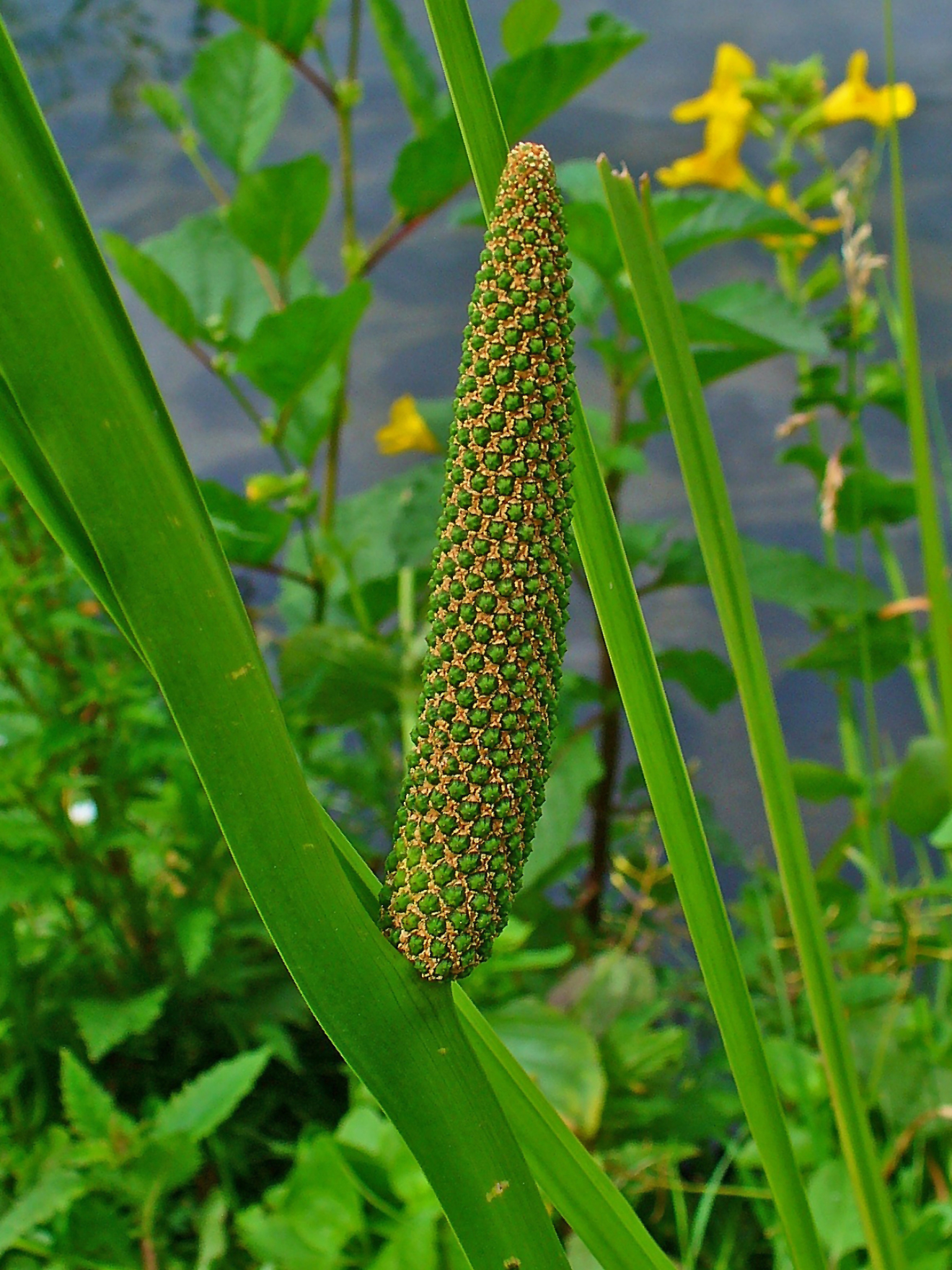
Суцвіття великим планом

Пилок переноситься комахами, які живуть у межах природного поширення аїру; в Європі їх немає, тому тут аїр не плодоносить (не дає насіння%), а досить інтенсивно розмножується вегетативно.

## Поширення
Росте на болотистих луках, болотах, на берегах і на мілководдях річок, озер, стариць майже в усій Україні, переважно в лісових і лісостепових районах, подекуди утворюючи великі зарості, застилаючи мілке плесо. Поширений в Європейській частині (крім Карпат і Донецької області) лісостепової зони.
В Україні росте один вид аїру. Аїр завезений до Європи з Південно-Східної Азії як цінна лікарська рослина, а потім здичавів і поширився по багатьох країнах. Вважають, що під час татаро-монгольської навали в середині 16 століття аїр розповсюдився по Україні. Татари вважали, що аїр очищає воду, робить її безпечною для здоров'я людей і тварин. Вони вірили в те, що аїр в затравлених водоймах і водах, непридатних для споживання, рости не буде. Тому під час походів татаро-монгольські воїни везли з собою мішки з корінням аїру, який розкидали по водоймах та болотистих місцях. Звідси, мабуть, і походить місцева назва «татарське зілля». У Польщі рослина має назву «Татарак звичайний» (пол. Tatarak zwyczajny).

## Практичне використання
Цілющі властивості аїрного кореня були відомі грецьким лікарям Стародавнього Риму — Діоскариду і Галену.
Кореневище містить ефірну олію, яку використовують у медицині, парфумерній і харчовій промисловості: для додання аромату туалетному милу, помаді, лікерам, пиву, кремам і печиву. Ефективність дії препаратів обумовлюється фітонцидами.
Основною біологічно активною речовиною кореня є летка олія (понад 4 %), яка має досить складну хімічну будову. Крім того, в ньому містяться гіркоти, фітонциди, дубильні речовини, аскорбінова кислота, смоли, органічні кислоти, евгенол.
У народній медицині відвар кореневищ аїру тростинного застосовують при відсутності апетиту, млявому травленні, печії, метеоризмі, нульовій кислотності шлункового соку, запаленні та виразковій хворобі шлунка, блюванні, діареї, інших шлунково-кишкових захворюваннях, хворобах жовчних шляхів та як відхаркувальний засіб при бронхіті і бронхопневмонії. Зовнішньо відвар кореневищ рослини застосовується для полоскання при неприємному запахові з рота та промивання гнійних ран і виразок.
Летку аїрну олію та порошок кореня визнано науковою медициною як засоби успішного лікування гастриту із зниженою та підвищеною кислотністю шлункового соку, а також як жовчогінний засіб і такий, що посилює скорочення жовчного міхура.
У давнину запашним листям аїру вистилали глинобитні підлоги хат — це був засіб, що охороняв від бліх.

### У культурі
Хрест аїру, м'яти і любистку, розміщений на покуті в Зелені свята, слугував оберегом від злих сил. На Поліссі досі побутує цей звичай. Аїр (місцева назва — татарник) потрібно розкласти по всій хаті у кожній кімнаті: обов'язково на підлогу, коло дверей, на підвіконня. Класти стебла татарнику потрібно хрестом. Також часто аїр встромляють у браму чи хвіртку. Все це робиться на Трійцю: за народним повір'ям дотримання цього звичаю допоможе вберегти оселю від злиднів.[джерело?]

### У харчуванні
Зацукровані коріння аїру — дорогоцінні турецькі солодощі. Такі цукерки усувають неприємний запах з рота.
Кореневища аїру кладуть у компоти, зацукровують, варять з них варення; висушені кореневища аїру вживають як замінник лаврового листа, імбиру і кориці.
Турки покращували корінням аїру погану воду для пиття, а також вважали, що жування коренів лепехи унеможливлює шкоду від отруєного повітря. Додають кореневища до оцту та пива під час бродіння. Ароматизують компоти, киселі, муси, фруктові супи.
У деяких країнах коріння аїру кладуть до м'ясних страв замість гіркого перцю чи імбиру. Паличку сухого кореневища кладуть до гарячої страви за дві-три хвилини перед подаванням на стіл і виймають перед їжею.
Заготовляють пізно восени або напровесні. Очищають від дрібних корінчиків, залишків листя та ріжуть на шматки до 5 см і сушать у теплому приміщені, що добре провітрюється. Остаточно досушують у печі.

## Міжнародно-правовий статус ентеогенів
Стаття 32 Конвенції про психотропні речовини дозволяє державам звільняти від заборони певні традиційні способи вживання речовин:
|  | Держава, на території якої ростуть дикі рослини, що містять психотропні речовини з числа тих, що містяться в Додатку I, і які традиційно використовуються певними невеликими, чітко визначеними групами в магічних чи релігійних обрядах, може під час підписання, ратифікації чи приєднання, робити застереження щодо цих рослин стосовно положень статті 7, за винятком положень, що стосуються міжнародної торгівлі.Оригінальний текст (англ.) A State on whose territory there are plants growing wild which contain psychotropic substances from among those in Schedule I and which are traditionally used by certain small, clearly determined groups in magical or religious rites, may, at the time of signature, ratification or accession, make reservations concerning these plants, in respect of the provisions of article 7, except for the provisions relating to international trade. |

Однак це звільнення застосовується лише в тому випадку, коли рослину буде явно додано до Списків психотропної конвенції. Нині Конвенція застосовується лише до хімічних речовин. Однак у Коментарі до Конвенції про психотропні речовини зазначається, що рослини, які містять її, не підлягають міжнародному регулюванню:
Вирощування рослин, з яких отримують психотропні речовини, не регулюється Віденською конвенцією .... Ні корона (плід, брунька з мескалем) кактуса пейот, ні коріння рослини Mimosa hostilis, ані псилоцибінові гриби не включено до Списку 1, а лише відповідні речовини, мескалін, ДМТ та псилоцин.Оригінальний текст (англ.)
The cultivation of plants from which psychotropic substances are obtained is not controlled by the Vienna Convention .... Neither the crown (fruit, mescal button) of the Peyote cactus nor the roots of the plant Mimosa hostilis nor Psilocybe mushrooms themselves are included in Schedule 1, but only their respective principals, mescaline, DMT, and psilocin.
Нині жодні рослини (природні матеріали), що містять ДМТ, не регулюються Конвенцією 1971 року про психотропні речовини. Отже, препарати (наприклад, відвари), виготовлені з цих рослин, включно з аяваскою, не перебувають під міжнародним контролем і, отже, не підпадають під дію жодної статті Конвенції 1971 року. - Міжнародна рада з контролю за наркотиками (МКНБ), ООНОригінальний текст (англ.)
No plants (natural materials) containing DMT are at present controlled under the 1971 Convention on Psychotropic Substances. Consequently, preparations (e.g. decoctions) made of these plants, including ayahuasca are not under international control and, therefore, not subject to any of the articles of the 1971 Convention. -- International Narcotics Control Board (INCB), United Nations

## Галерея

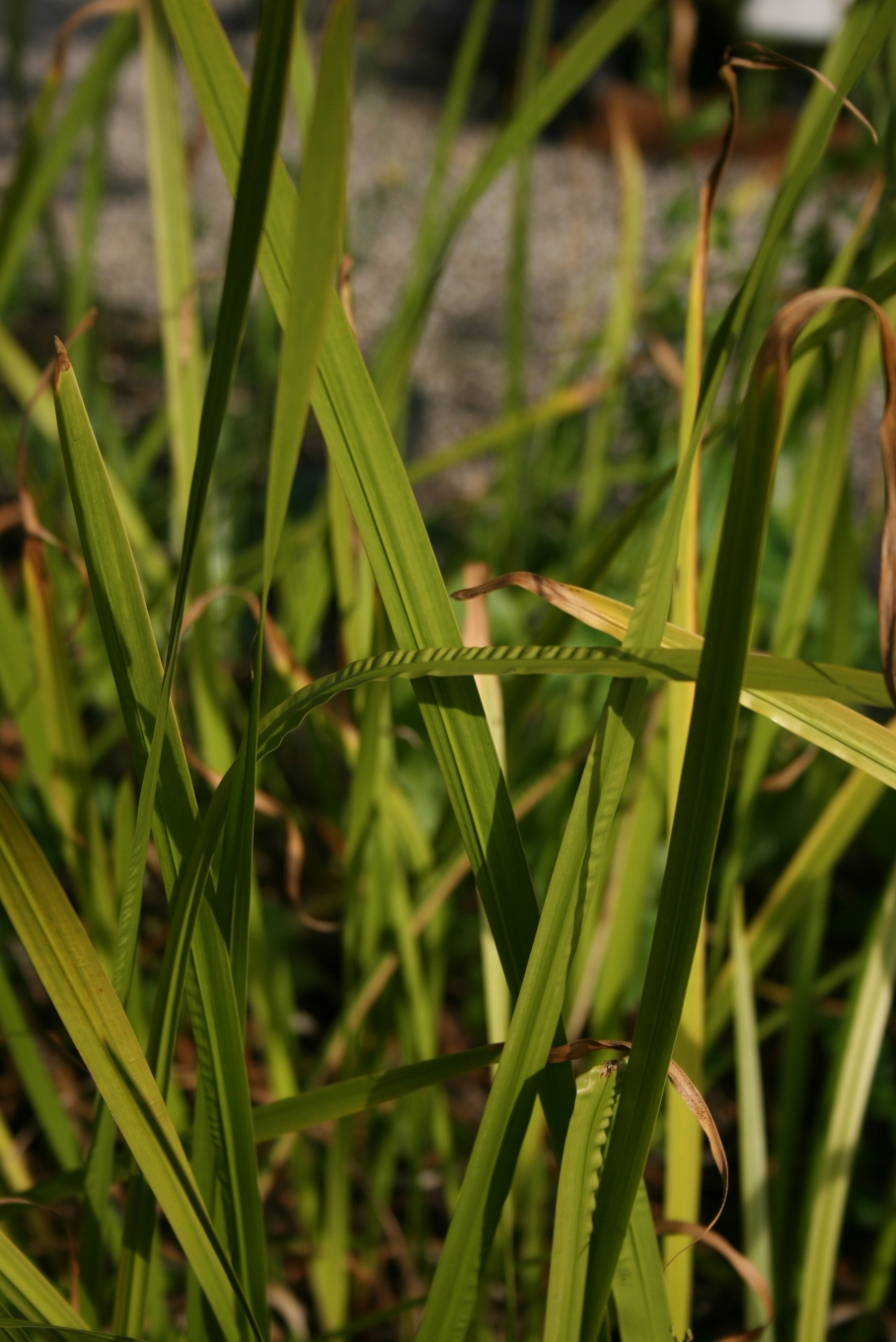
Листя аїру звичайного (Оддер, Данія)
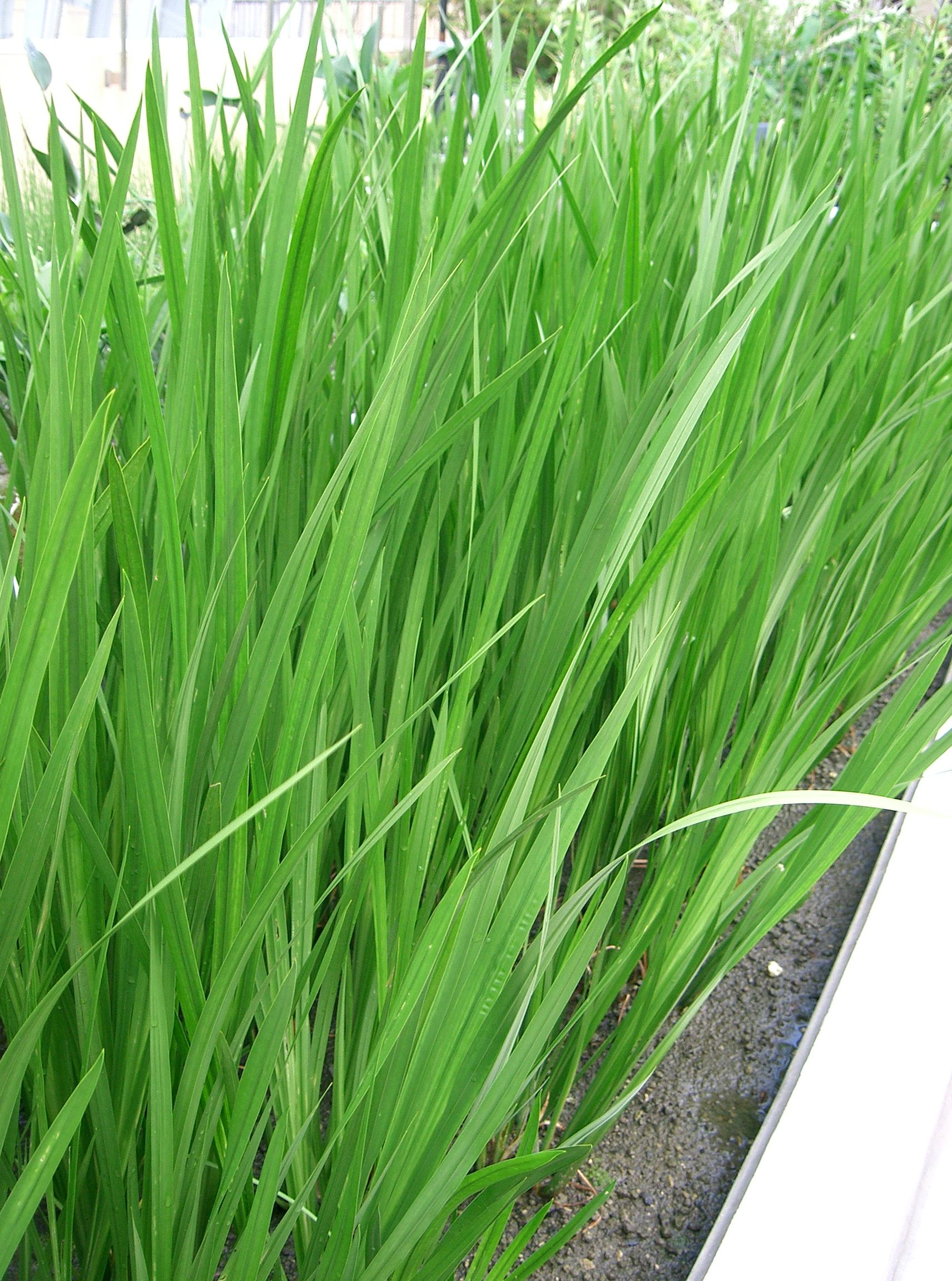
Молоді рослини
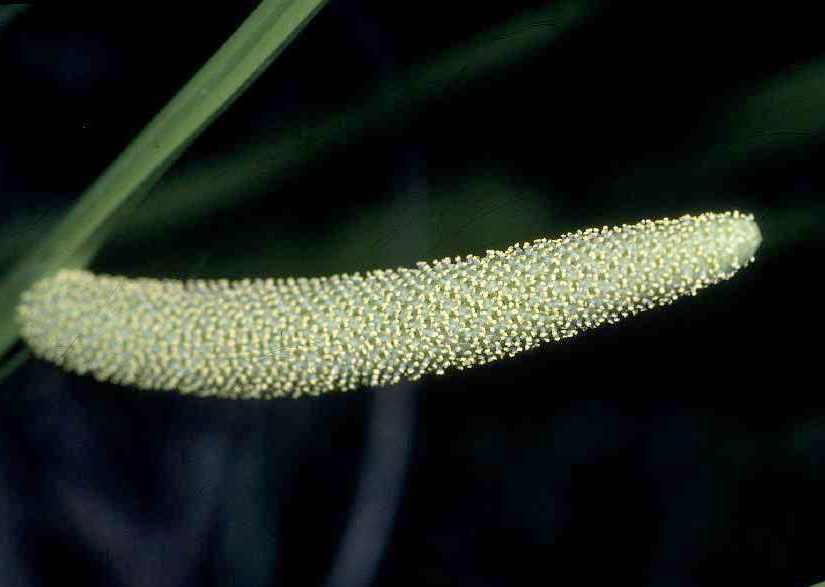
Суцвіття